# 인분
인분은 사람의 똥이다. 대변이라고도 한다.
인간의 소장에서 소화되거나 흡수될 수 없지만 대장에서 박테리아에 의해 더 분해된 음식물의 고체 또는 반고체 잔해이다. 이 물질은 또한 세균과 세균에 의해 변형된 빌리루빈과 같은 상대적으로 적은 양의 대사성 노폐물과 소화관 내벽의 죽은 상피 세포를 포함한다. 배변이라는 과정에서 항문을 통해 배출된다.
인간의 배설물은 다른 동물의 배설물과 유사하며 식단, 소화 시스템 및 전반적인 건강 상태에 따라 모양(예: 크기, 색상, 질감)이 크게 다르다. 일반적으로 인간의 대변은 점액으로 코팅된 반고체이다. 더 단단하고 덜 축축한 대변의 작은 조각이 때때로 원위(최종 또는 하단) 끝에서 영향을 받는 것을 볼 수 있다. 이것은 이전 배변이 불완전하고 대변이 직장에서 대장으로 되돌아가 물이 더 흡수되는 정상적인 현상이다.
사람의 대변은 사람의 오줌과 함께 사람의 배설물 또는 사람의 배설물이라고 총칭한다. 인간의 배설물을 포함하고 배설물-구강 경로를 통해 인간 배설물에서 병원균이 퍼지는 것을 방지하는 것이 위생의 주요 목표이다.

## 같이 보기
- 불결투쟁
- 대변-구강 경로
- 분변학

변비나 설사가 있다.